# Бегин (шоссе)
Не следует путать с Шоссе Менахем Бегин в Иерусалиме
Шоссе Бегин (ивр. דרך בגין‎) — автомагистраль в Тель-Авиве. Старое название — Дерех Петах-Тиква. Название изменено в 2001 году в честь 7-го премьер-министра Израиля Менахема Бегина. Является одной из важнейших автодорог города. Начинается в центре старого города от улицы Алленби и продолжается на север до перекрёстка ха-Ракевет.
Шоссе Бегин проходит рядом со старой центральной автобусной станцией Тель-Авива. На шоссе расположены: Маткаль-Тауэр, дом Монтефиоре, Центр Азриэли, Кирья-Тауэр, Бейт-Реканати, Бейт-Рубинштейн, Левинштейн-Тауэр.

## Изображения

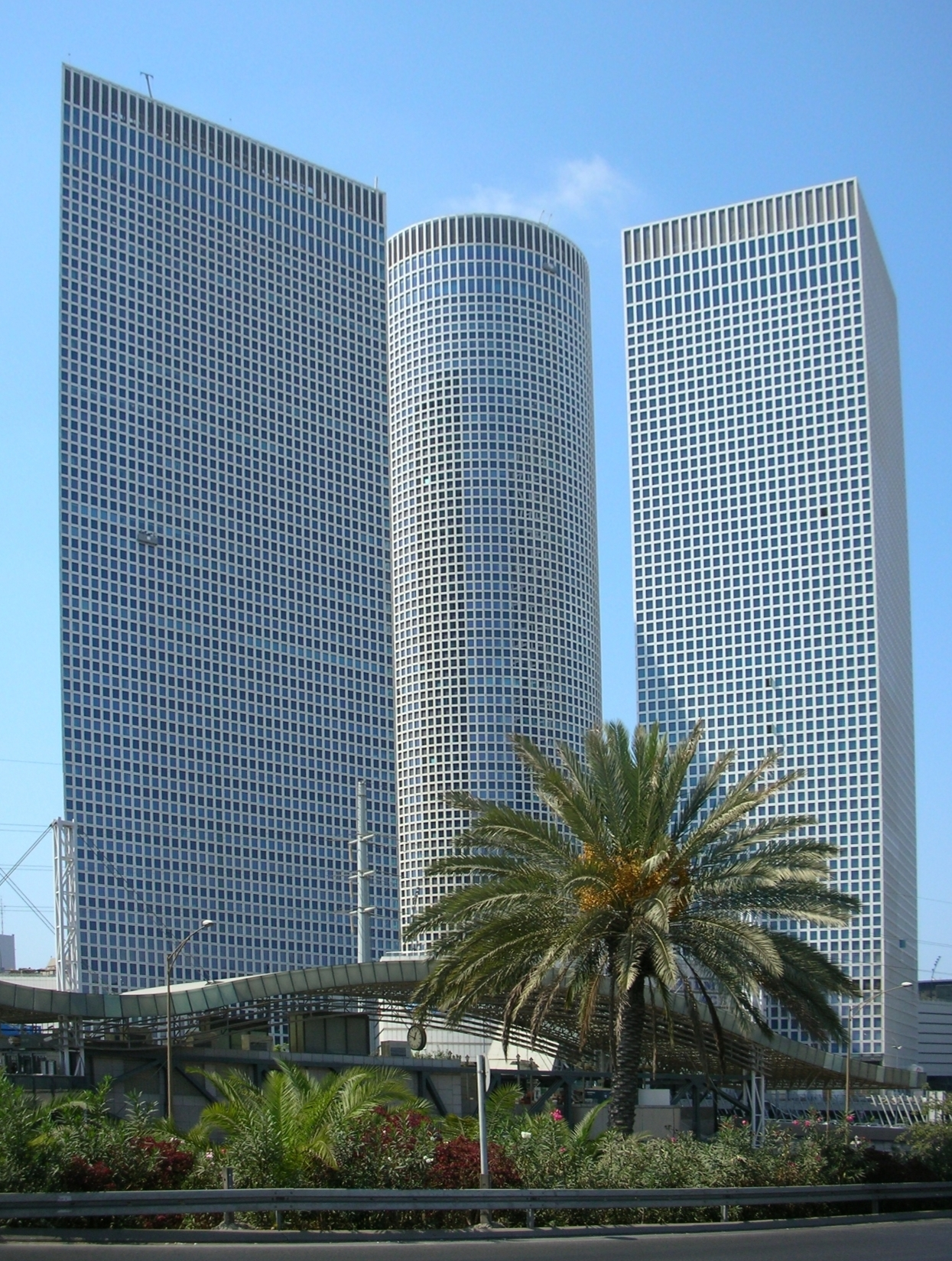
Центр Азриэли
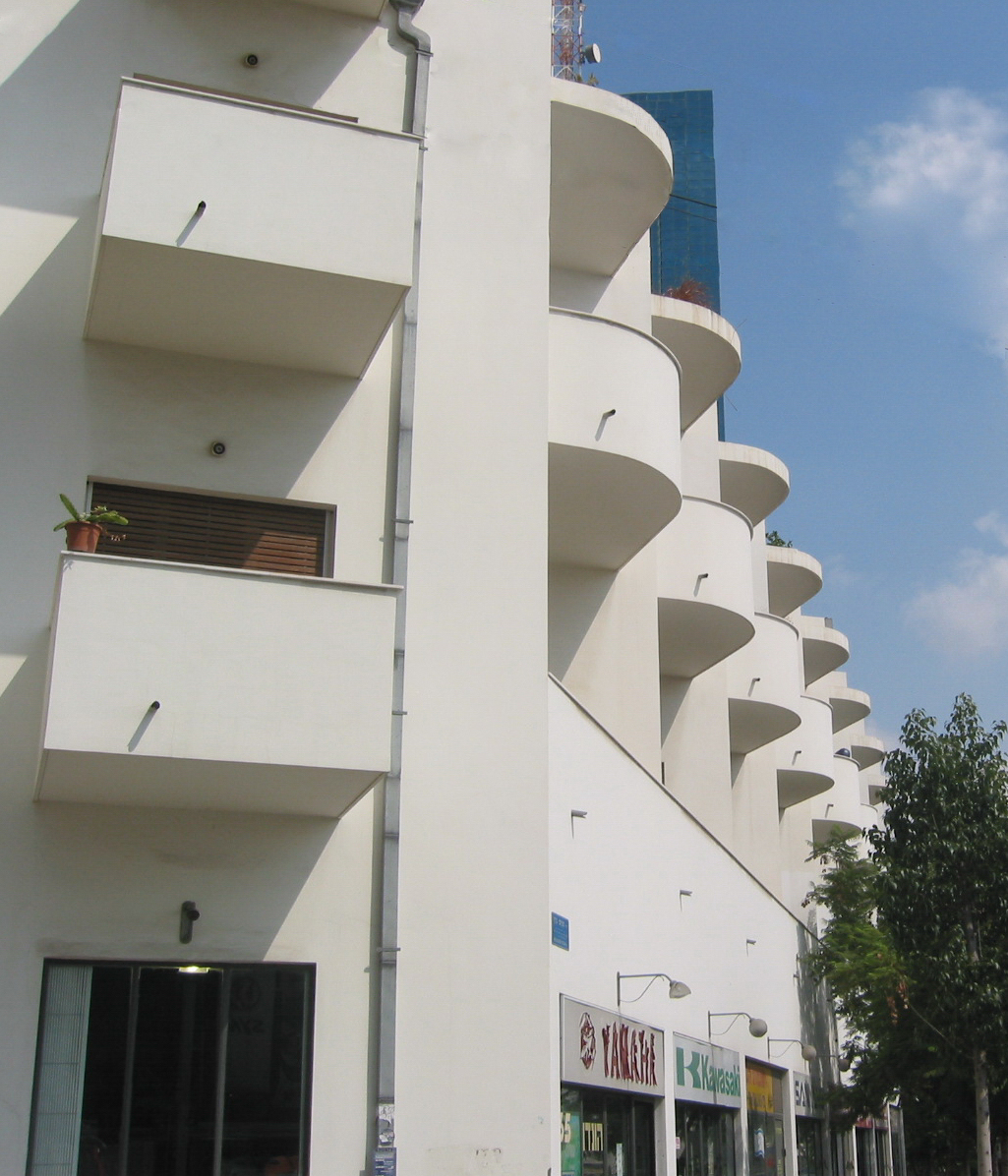
Реканати
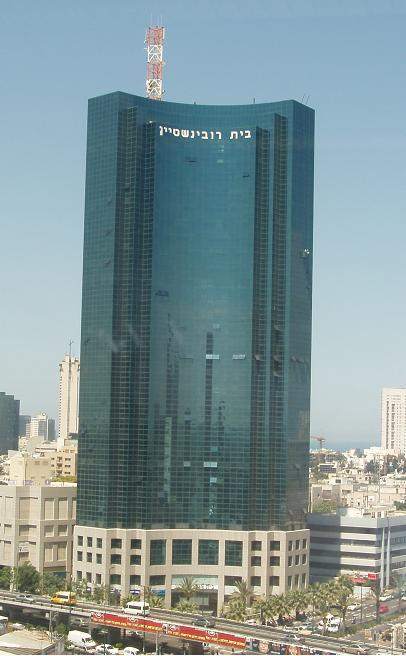
Бейт-Рубинштейн